# Giải vô địch bóng đá nữ Nam Á
Giải vô địch bóng đá nữ Nam Á (tiếng Anh: SAFF Women's Championship), là giải bóng đá dành cho các đội tuyển quốc gia thuộc Liên đoàn bóng đá Nam Á (SAFF). Giải gồm 8 đội tuyển quốc gia Afghanistan, Bangladesh, Bhutan, Ấn Độ, Maldives, Nepal, Pakistan và Sri Lanka. Giải được tổ chức 2 năm một lần kể từ năm 2010.
Tới nay Ấn Độ là đội giàu thành tích nhất khi vô địch cả ba vòng chung kết.

## Kết quả
| Năm           | Chủ nhà    | Chung kết    | Chung kết | Chung kết    | Đội thua bán kết       |
| Năm           | Chủ nhà    | Vô địch      | Tỉ số     | Á quân       | Đội thua bán kết       |
| ------------- | ---------- | ------------ | --------- | ------------ | ---------------------- |
| 2010 Chi tiết | Bangladesh | · Ấn Độ      | 1–0       | · Nepal      | Bangladesh, Pakistan   |
| 2012 Chi tiết | Sri Lanka  | · Ấn Độ      | 3–1       | · Nepal      | Afghanistan, Sri Lanka |
| 2014 Chi tiết | Pakistan   | · Ấn Độ      | 6–0       | · Nepal      | Bangladesh, Sri Lanka  |
| 2016 Chi tiết | Ấn Độ      | · Ấn Độ      | 3–1       | · Bangladesh | Maldives, Nepal        |
| 2019 Chi tiết | Nepal      | · Ấn Độ      |           | · Nepal      | Bangladesh, Sri Lanka  |
| 2022 Chi tiết | Nepal      | · Bangladesh |           | · Nepal      | Ấn Độ, Bhutan          |
| 2024 Chi tiết | Nepal      | · Bangladesh |           | · Nepal      | Ấn Độ, Bhutan          |

## Thống kê

### Các đội lọt vào top 4
| Đội tuyển    | Vô địch                          | Á quân                                 | Bán kết              |
| ------------ | -------------------------------- | -------------------------------------- | -------------------- |
| Ấn Độ        | 5 (2010, 2012, 2014, 2016, 2019) |                                        | 2 (2022, 2024)       |
| Bangladesh   | 2 (2022, 2024)                   | 1 (2016)                               | 3 (2010, 2014, 2019) |
| Nepal        |                                  | 6 (2010, 2012, 2014, 2019, 2022, 2024) | 1 (2016)             |
| Sri Lanka    |                                  |                                        | 3 (2012, 2014, 2019) |
| Bhutan       |                                  |                                        | 2 (2022, 2024)       |
| Afghanistan* |                                  |                                        | 1 (2012)             |
| Maldives     |                                  |                                        | 1 (2016)             |
| Pakistan     |                                  |                                        | 1 (2012)             |

In đậm = Chủ nhà
* = Không còn là thành viên của SAFF

### Các quốc gia tham dự
Chú thích
- 1st – Vô địch
- 2nd – Á quân
- 3rd – Hạng 3
- 4th – Hạng 4
- SF – Bán kết
- GS – Vòng bảng
- dq – Bị cấm thi đấu bởi FIFA/AFC/SAFF.
- q – Vượt qua vòng loại cho giải đấu tới
- — Chủ nhà
- ×  – Không tham dự
- ×  – Rút lui
- — Không phải thành viên của SAFF

| Đội tuyển     | 2010 | 2012 | 2014 | 2016 | 2019                           | 2022                           | 2024                           | Tổng cộng |
| ------------- | ---- | ---- | ---- | ---- | ------------------------------ | ------------------------------ | ------------------------------ | --------- |
| Bangladesh    | SF   | GS   | SF   | 2nd  | SF                             | 1st                            | 1st                            | 7         |
| Bhutan        | GS   | GS   | GS   | GS   | GS                             | SF                             | SF                             | 7         |
| Ấn Độ         | 1st  | 1st  | 1st  | 1st  | 1st                            | SF                             | SF                             | 7         |
| Nepal         | 2nd  | 2nd  | 2nd  | SF   | 2nd                            | 2nd                            | 2nd                            | 7         |
| Maldives      | GS   | GS   | GS   | SF   | GS                             | GS                             | GS                             | 7         |
| Pakistan      | SF   | GS   | GS   | ×    | ×                              | GS                             | GS                             | 5         |
| Sri Lanka     | GS   | SF   | SF   | GS   | SF                             | GS                             | GS                             | 7         |
| Thành viên cũ |      |      |      |      |                                |                                |                                |           |
| Afghanistan   | GS   | SF   | GS   | GS   | Không phải thành viên của SAFF | Không phải thành viên của SAFF | Không phải thành viên của SAFF | 4         |

### Bảng kết quả
As of 30 tháng 10 năm 2024
| Xếp hạng | Đội tuyển   | TD | ST | T  | H | B  | BT  | BB  | HS   | Đ  |
| -------- | ----------- | -- | -- | -- | - | -- | --- | --- | ---- | -- |
| 1        | Ấn Độ       | 7  | 30 | 25 | 2 | 3  | 157 | 16  | +141 | 77 |
| 2        | Nepal       | 7  | 32 | 23 | 2 | 7  | 133 | 23  | +110 | 71 |
| 3        | Bangladesh  | 7  | 27 | 16 | 2 | 9  | 74  | 37  | +37  | 50 |
| 4        | Sri Lanka   | 7  | 25 | 8  | 1 | 16 | 22  | 74  | –52  | 25 |
| 5        | Pakistan    | 5  | 15 | 5  | 1 | 9  | 23  | 53  | –30  | 16 |
| 6        | Maldives    | 7  | 21 | 3  | 2 | 16 | 14  | 100 | –86  | 11 |
| 7        | Bhutan      | 7  | 21 | 3  | 1 | 17 | 26  | 97  | –71  | 10 |
| 8        | Afghanistan | 4  | 12 | 1  | 2 | 9  | 10  | 67  | –57  | 5  |

### Những cầu thủ ghi nhiều bàn thắng nhất
Tính đến 30 tháng 10 năm 2024
| Cầu thủ           | Bàn thắng |
| ----------------- | --------- |
| Ngangom Bala Devi | 27        |
| Sabina Khatun     | 26        |
| Anu Lama          | 22        |
| Sabitra Bhandari  | 21        |
| Sasmita Mallick   | 20        |
| Jamuna Gurung     | 17        |
| Kamala Devi       | 17        |
| Sajana Rana       | 10        |
| Deki Lhazom       | 10        |
| Rekha Poudel      | 8         |

### Huấn luyện viên chiến thắng
| Năm  | Đội tuyển  | Huấn luyện viên        |
| ---- | ---------- | ---------------------- |
| 2010 | Ấn Độ      | Mohammad Shahid Jabbar |
| 2012 | Ấn Độ      | Mohammad Shahid Jabbar |
| 2014 | Ấn Độ      | Tarun Roy              |
| 2016 | Ấn Độ      | Sajid Dar              |
| 2019 | Ấn Độ      | Maymol Rocky           |
| 2022 | Bangladesh | Golam Robbani          |
| 2024 | Bangladesh | Peter Butler           |